# 柴山沼

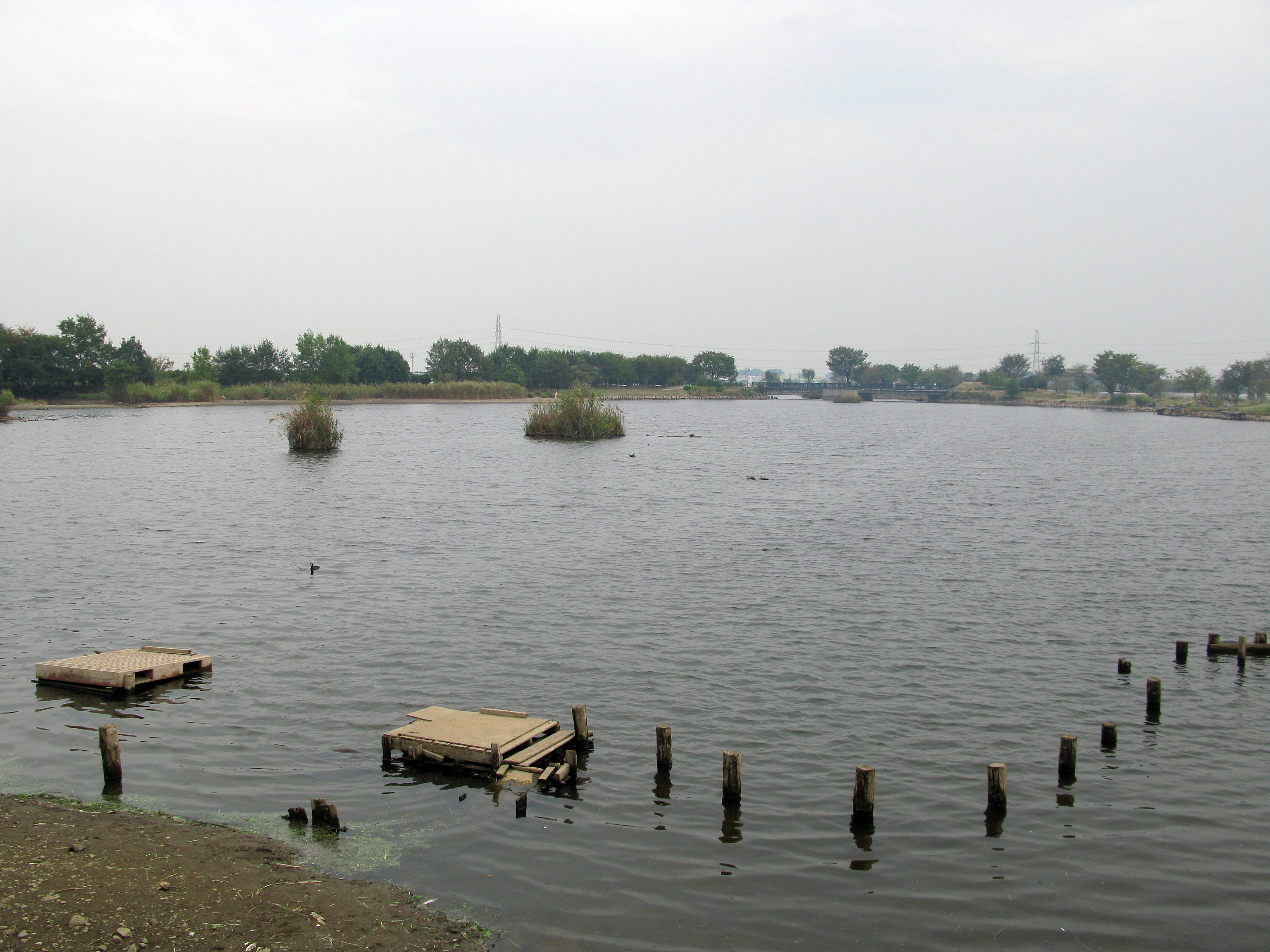
北側から（2011年10月）

柴山沼（しばやまぬま）は、埼玉県白岡市の北西部にある沼である。

## 概要
大山地区のほぼ中央に位置しており、元荒川による氾濫や下浸作用によって形成された河川の痕跡である。埼玉県内の自然沼としては川越市の伊佐沼に次ぎ県内第2位の広さである。柴山沼という名称はこの地にかつて存在していた柴山村に関連し、通称として柴山では後沼、荒井新田においては前沼と称されている。柴山沼は周辺の水田への灌漑用水としても利用されている。

## 歴史
1728年（享保13年）に井沢弥惣兵衛によって柴山沼の東方に位置している皿沼とあわせ、柴山沼の一部が干拓されるが、中央部の52.5ha（53町歩）は未干拓であった。1856年（安政3年）の『沼絵図』には柴山沼の周囲にその形状から掘り上げ田とみられる農地が記されている。皿沼の開発が明治期に行われると、柴山沼周辺においても掘り上げ田の開発を行う者が増加した。柴山沼周辺の掘り上げ田は「ヌマタ（沼田）」と称され、掘り潰れは「ホッツケ」または「アイダボリ（間堀）」と称されていた。掘り潰れ（アイダボリ）には舟着場が置かれている場所があり、そこを指して「シッテ（湿手）」と称されていた。柴山沼の上流側（北東方）、荒井新田のドブ落の流入地点付近では百本杭という多数の杭が沼の底に打ち込まれている地点があった。いつの時代かは不明だが、この付近を干拓する計画があり、干拓予定地には杭が打ち込まれたものの竣工に至らず、杭のみが残されたものであると伝えられている。
営農する際の用水には沼に流入する株脇堀（カバキッポリ）・ドブ落・カネツカ落などの排水を用い、沼の下流側（流出側）である「二枚橋」の地点に「沼落堰」と称する堰を設置し、沼全体の水位を水田面まで満たし利水していた。反対に排水する際には沼落堰の堰板を外すことにより流下させることができたが、大雨などの際には隼人堀川（栢間堀）が排水不良となり、柴山沼の水が流下できなくなり稲が冠水する事態もたびたび発生していた。1948年（昭和23年）のカスリーン台風の水害の際にその地理的条件から大きな損害を受けている。後に柴山沼は1977年（昭和52年）より埼玉県営圃場整備事業で面積は12.5ha、水深約8mの規模の沼となり、周囲の掘り上げ田は通常の水田（乾田）へと姿を変えた。現在は1992年（平成4年）より始った埼玉県営水環境保全事業によるビオトープ（生態系の保全・復元）等の整備により親しみやすい沼になる。また今日の柴山沼は釣り場としても多くの釣り人が年間を通して訪れている。なお、柴山沼と隼人堀川とは沼落にて接続している。

## 施設等
- ビオトープ
- 駐車場
- トイレ
- 水門
- 釣り場

## 所在地
- 〒349-0201
- 埼玉県白岡市柴山・荒井新田

## 周辺
- 白岡市立大山小学校・大山民俗資料館
- 稲荷神社
- 宝鏡寺
- 国道122号